# Lynden Archer
Lynden A. Archer es un ingeniero químico guyanés-estadounidense. Se desempeña como decano de ingeniería, director del Instituto de Sistemas de Energía y profesor de ingeniería química en la Universidad Cornell. Se convirtió en miembro de la Sociedad Estadounidense de Física en 2007 y fue elegido miembro de la Academia Nacional de Ingeniería en 2018. Su investigación cubre materiales poliméricos e híbridos y encuentra aplicaciones en tecnologías de almacenamiento de energía. Su índice h es 92 según Google Scholar.

## Biografía

### Primeros años
Nació y creció en Guyana. Recibió una de las primeras becas de mérito internacional de la Universidad del Sur de California en 1986, y, como estudiante universitario, decidió trabajar con polímeros en su primer semestre.
En 1989, se graduó de la Universidad del Sur de California con una licenciatura en ingeniería química (ciencia de los polímeros). Obtuvo su maestría y doctorado en ingeniería química por la Universidad Stanford en 1990 y 1993, respectivamente. Posteriormente, trabajó como miembro postdoctoral del personal técnico de AT&T Bell Laboratories en 1994.

### Carrera
Es profesor distinguido de ingeniería química y biomolecular James A. Friend Family en la Universidad Cornell. Se desempeñó como Director de la Escuela Smith de Ingeniería Química y Biomolecular de la Universidad Cornell de 2010 a 2016. Antes de unirse a Cornell, fue miembro de la facultad de ingeniería química en la Universidad de Texas A&M entre 1994 y 1999.
Es el director David Croll del Cornell Energy Systems Institute. Desde 2008, se ha desempeñado como codirector del Centro KAUST-Cornell para la Energía y la Sostenibilidad. También es codirector del Centro de Ingeniería y Tecnología de Nanomateriales (CNET) de Cornell. El 8 de junio de 2020, fue nombrado Decano de Ingeniería Joseph Silbert por un período de cinco años a partir del 1 de julio de 2020. Es el segundo estadounidense negro en ocupar este puesto, después de su predecesor directo Lance Collins.
Es miembro del consejo asesor de Carbon XPrize. También forma parte del consejo editorial de Green Energy & Environment.
En 2011, junto a su esposa Shivaun Archer, que trabaja en la Escuela de Ingeniería Biomédica Meinig de la Universidad Cornell, cofundaron la empresa de tecnología NOHMs Technologies Inc. basándose en su investigación de materiales híbridos orgánicos a nanoescala (NOHM) con licencia del Centro de Tecnología de Cornell. Apareció en el programa Here and Now producido por NPR y WBUR en 2016. La revista Scientific American incluyó el desarrollo de Archer de una celda electroquímica que captura dióxido de carbono entre sus 10 principales "ideas que cambian el mundo" para 2016.

## Investigación
Su investigación se centra en las propiedades de transporte de polímeros y materiales híbridos orgánicos-inorgánicos, así como en sus aplicaciones para tecnologías de almacenamiento de energía y captura de carbono. Su investigación abarca varios componentes diferentes de la batería.

### Electrolitos
Descubrió que agregar ciertas sales de haluro a electrolitos líquidos crea recubrimientos superficiales nanoestructurados en los ánodos de las baterías de litio que dificultan el desarrollo de estructuras dendríticas que crecen dentro de la celda de la batería y que generalmente conducen a una disminución del rendimiento y al sobrecalentamiento.
Al agregar estaño a un electrolito a base de carbonato, su grupo observó la formación instantánea de una interfaz de nanómetros de espesor que protege el ánodo y previene la formación de dendritas, pero lo mantiene electroquímicamente activo.
Otra forma de prevenir el crecimiento de dendritas en las baterías que investigó fue la adición de polímeros grandes al electrolito líquido. La consistencia del líquido se altera: se vuelve viscoelástico, lo que suprime la electroconvección y por tanto impide el flujo en patrones que permiten la formación de dendritas. También investigó la polimerización de un electrolito previamente líquido dentro de la celda electroquímica, lo que puede mejorar el contacto entre el electrolito y los electrodos.

### Membranas
Otra forma de inhibir el crecimiento de dendritas que investigó, es la incorporación de una membrana nanoestructurada porosa, que previene la formación de estructuras subterráneas en el electrodo de litio. Su grupo de estudio descubrió que un electrolito poroso alarga efectivamente la ruta a lo largo de la cual viajan los iones entre el ánodo y el cátodo y, por lo tanto, aumenta la vida útil del ánodo.

### Ánodos
Al explorar materiales alternativos al litio para su uso en baterías, descubrió una forma de tratar películas de aluminio para evitar la formación de una capa de óxido de aluminio que impide la transferencia de carga eléctrica.
Descubrió una forma de construir una batería de ánodo de zinc de bajo costo con epitaxia mediante el cultivo de zinc en grafeno, lo que crea un almacenamiento de energía muy estable y de alta densidad de manera reversible debido a su inercia electroquímica.
Estudió células electroquímicas que pueden capturar dióxido de carbono y producir electricidad.

## Premios y honores
- Premio al profesorado no titular de la empresa 3M (1995)[8][37]
- Premio NSF CARRERA (1996)[38]
- Premio DuPont al profesor joven (1996-1999)[8][37]
- Miembro de la Sociedad Estadounidense de Física (2007)[39]
- Premio a la Asociación de Investigación Global de la Universidad de Ciencia y Tecnología Rey Abdalá (2008)[40]
- Nuevo artículo de actualidad en la revista Materials Science(2010)[41][42][43]
- Premio al exalumno distinguido de la Escuela de Ingeniería de Viterbi de la USC (2012)[44]
- Premio a la Creatividad Especial de la Fundación Nacional de Ciencias (2013)[45]
- Premio del Foro de Ingeniería y Ciencia a Nanoescala del Instituto Americano de Ingenieros Químicos (2014)[45][46]
- Nombramiento como una de las mentes científicas más influyentes del mundo en ciencia de materiales por Thomson Reuters (2014-2016)[47][48][7]
- Cátedra distinguida de la NSF en ciencias físicas y matemáticas (2016)[49][50][2]
- Conferencia del Foro de Ciencia Molecular del Instituto de Química de la Academia de Ciencias de China (2017)[51]
- Miembro de la Academia Nacional de Ingeniería (2018)[52][53][54][55]
- Conferencia distinguida de la Facultad de Ingeniería de la Universidad de California en Davis (2020)[11][56]
- Presentador distinguido de la serie de conferencias de Ingeniería de la Universidad de Purdue (2020)[9][57][58]
- Miembro de la Sociedad de Reología (2020)[59]